# Roman Laszenko
Roman Jurjewicz Laszenko (ros. Роман Юрьевич Ляшенко; ur. 2 maja 1979 w Murmańsku, zm. 5 lipca 2003 w Turcji) – rosyjski hokeista, mistrz świata juniorów (1999), zawodnik m.in. Łokomotiwu Jarosław (mistrz Rosji 1997), Dallas Stars i New York Rangers; zginął śmiercią samobójczą.

## Kariera klubowa
- Łokomotiw Jarosław (1995–1999)
- Dallas Stars (1999–2002)
  -  Michigan K-Wings (1999)
  -  Utah Grizzlies (2000–2002)
- New York Rangers (2002–2003)
  -  Hartford Wolf Pack (2002–2003)

## Sukcesy
Klubowe
- Złoty medal mistrzostw Rosji: 1997 z Łokomotiwem
- Brązowy medal mistrzostw Rosji: 1998, 1999 z Łokomotiwem